# 東伏見公園
東伏見公園（ひがしふしみこうえん）は、東京都西東京市の丘陵にある東京都立公園である。一部造成中。
東伏見駅と西武柳沢駅の中間、西東京市東伏見から柳沢に位置する面積13.7haの総合公園であり、公園区域には伏見通り（調布保谷線）や石神井川が含まれる。

## 概要
2013年に開園した比較的新しい都立公園である。周辺は東伏見稲荷神社、石神井川など史跡や自然環境に恵まれている。さらに、都営伏見二丁目住宅の緑地と、東伏見公園（市立）、東伏見緑道公園が隣接し、石神井川に沿った遊歩道で下野谷遺跡公園と武蔵関公園に動線がつながる。
敷地は隣接する東伏見稲荷神社を含め、公園区域全体（石神井川除く）が高台にあるため見晴らしが良い。
園内にはボール遊びができる多目的広場、西武新宿線をまたぐ陸橋（千駄山ふれあい歩道橋、夜にライトアップ）と展望が良い東屋、富士山を望む丘と最大の目玉である全長約49ｍのローラー滑り台がある。その他に子供向け遊具と大人向け健康遊具が設置されている。大規模災害時の活動拠点としても想定されているが、2019年現在、マンホールトイレや災害備蓄倉庫などの専用設備は設けられていない。
かつて、都営住宅の『千駄山住宅』があり、最寄りバス停もその名のままになっている。住宅撤去後は「千駄山広場」となって、周辺住民がボランティアで整備していた。
公園区域に含まれる石神井川では川遊びができるよう、河岸が緩傾斜化された親水広場として整備された。それにより東伏見石神井川緑地（遊歩道）によって、当公園は武蔵関公園まで接続された。

## 主な施設
- 多目的広場
- デッキ（電車の通過を間近で見られる）
- 東屋

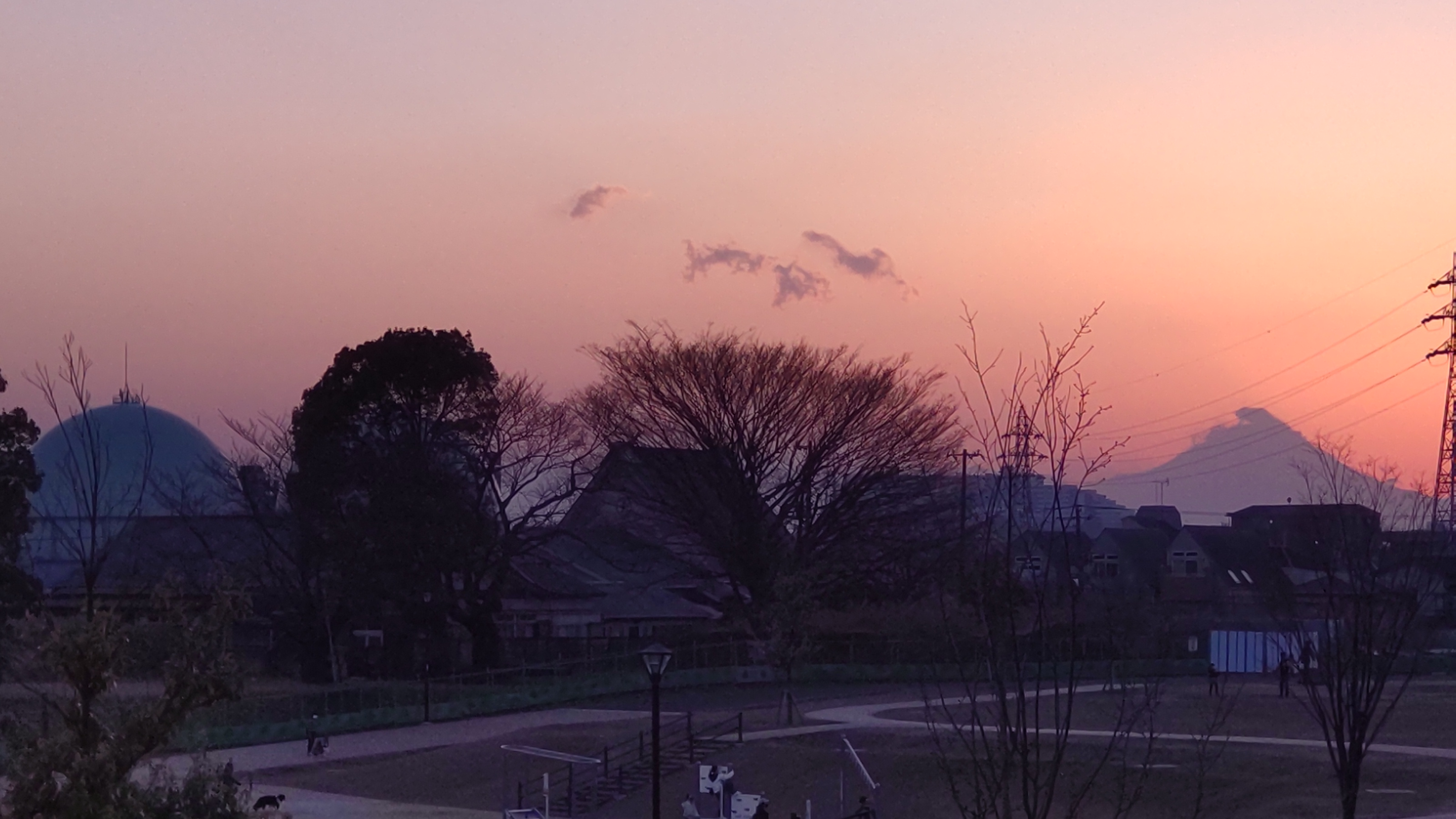
東伏見公園の丘から望む富士山

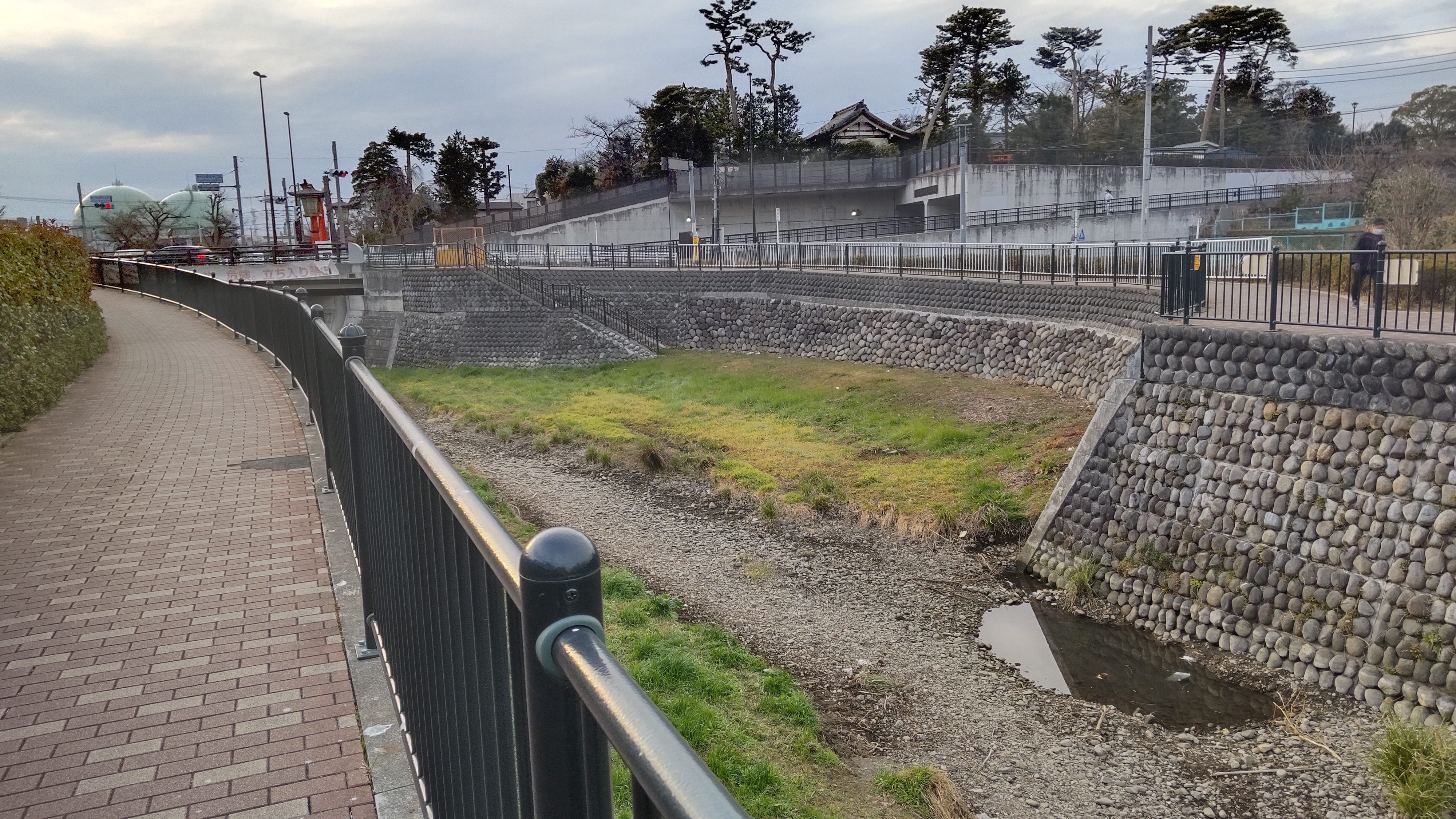
東伏見公園区域内「石神井川親水広場」（東伏見橋・東伏見稲荷神社方面」

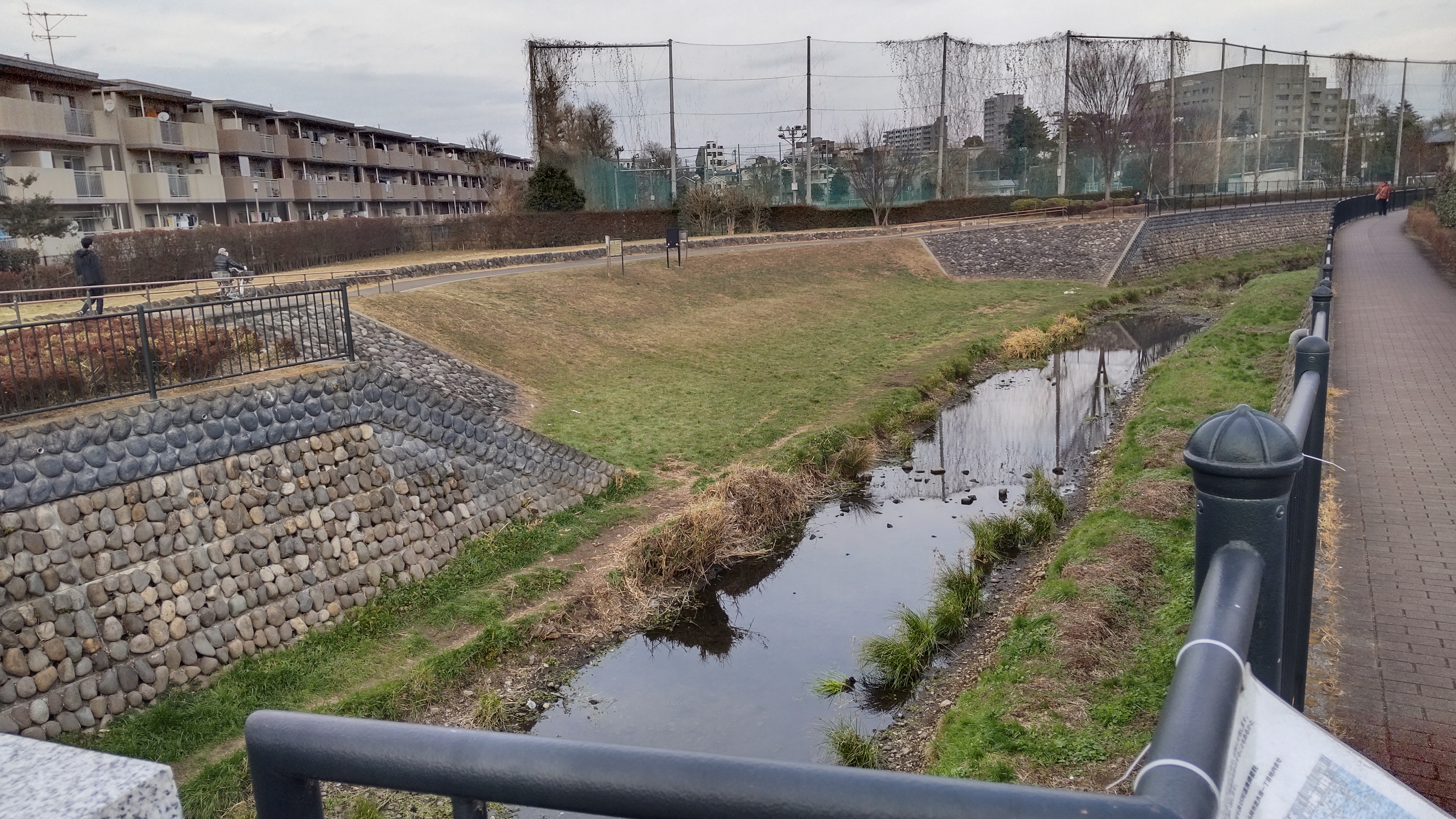
東伏見公園区域内「石神井川親水広場」（やよい橋から下流方向。奥は早大東伏見運動場）

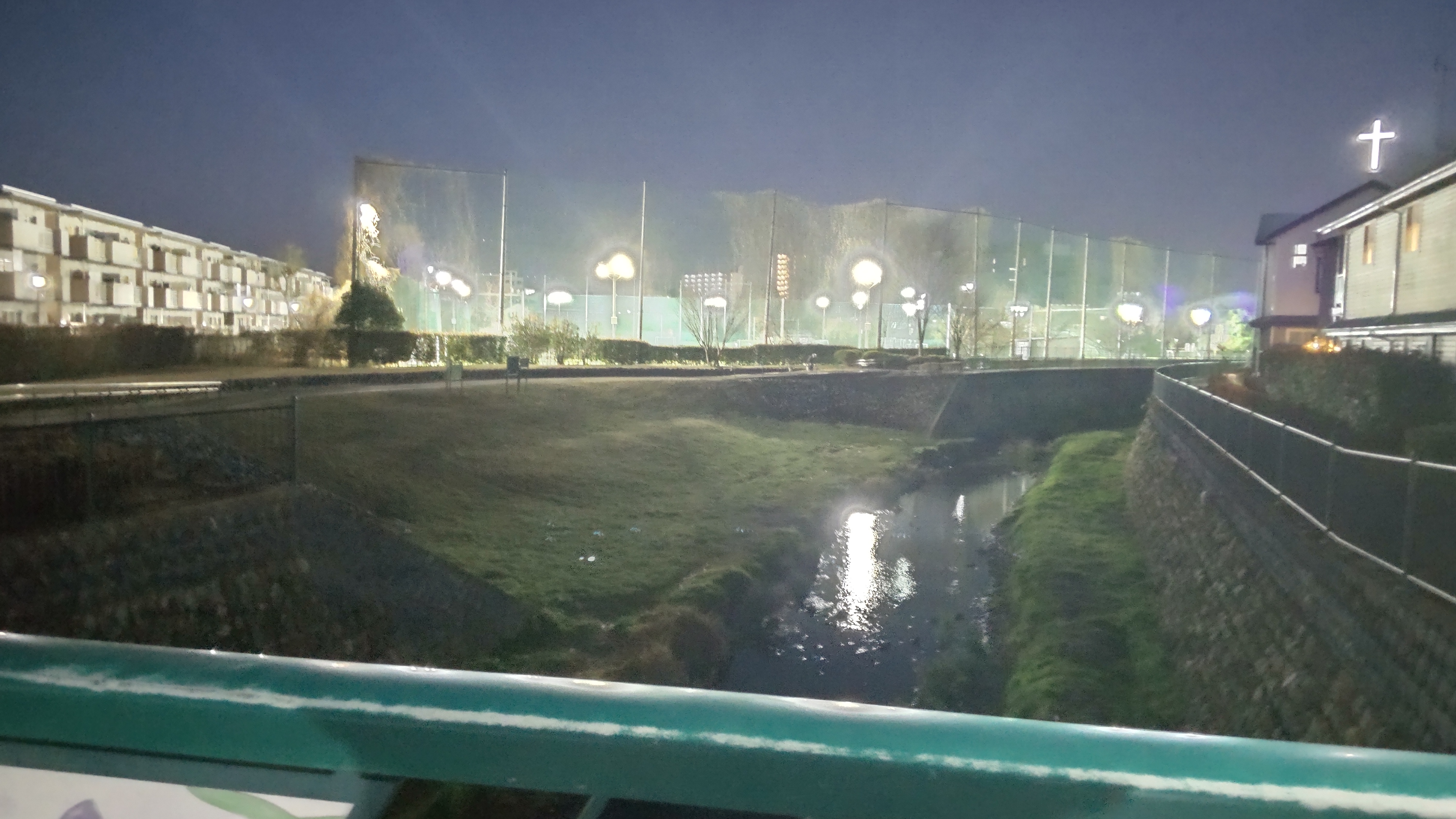
東伏見公園敷地内「石神井川親水広場（やよい橋から）」と早大東伏見キャンパス運動場（西東京市）

- 園内最高部の丘と全長約40ｍのローラー滑り台
- 子供向け遊具、大人向け健康遊具
- 千駄山ふれあい歩道橋
- 石神井川親水広場（東伏見橋、弥生橋）

### 富士山の眺望スポット
園内は全体が高台になっていて、多くの場所から富士山が望める。中でも園内最高部の丘からの眺望が良い。

## 東伏見稲荷神社と杜
当公園は東伏見の代名詞にもなっている東伏見稲荷神社と隣接する。2001年に答申された整備計画によると、同神社と接続する丘（エリア）は、神社の杜と一体化する形で森林が整備される。植樹は既に完了している。

## 沿革
- 江戸時代、石神井井川流域の低湿地で『葦が千駄も取れる』と言われる藪[4]の後背丘陵として「千駄山」の地名が見られる。
- 1929年東伏見稲荷神社が、京都の伏見稲荷神社から分霊して創建。以後この地域は東伏見と呼ばれるようになる。
- 1941年1月11日 武蔵野都市計画公園第２号（14.5ha）として都市計画決定（内務省告示第8号）。告示理由書には「武蔵野都市計画区域では空地・緑地が急速に減少しており、保健・衛生・防空上憂慮される状態にある」とされている。
- 1954年、東京都住宅局が公園用地のうち1.9haを取得して千駄山都営住宅（103棟）を建設。（住宅撤去後、用地は普通財産として住宅局から財務局へ移管）。
  - これにより周辺の宅地化が進行、西武線やバス路線の拡充と相まって住宅地[5]となった。
- 1985年9月17日、東伏見アイスアリーナの建設に伴い街区公園として東伏見第一公園（後の市立東伏見公園）0.18ha を開設。
- 1988年、1km南に武蔵野中央公園が開園。内務省時代の理由に疑問が持たれ、都市計画除外を期待した住民と住宅がさらに増え、700世帯に達した。
- 1990年3月、郷土資料館建設構想の浮上に伴い、東伏見第一公園を公園から除外する都市計画決定。
- 1991年5月24日、郷土資料館構想の断念に伴い、東伏見第一公園を再度、東伏見公園として都市計画決定。
- 1996年9月1日、東京都が千駄山都営住宅跡地を財務局から建設局に移管。保谷市が跡地の使用許可を得て、広域避難場所として千駄山広場（約1.9ha）を開設。
- 1999年2月26日、東京都が東伏見公園計画地域を含む調布保谷線の環境施設帯の拡幅、および公園地域から道路拡幅部分と東伏見稲荷神社の境内を除外する都市計画変更を告示し（変更後は13.7ha）、同時に保谷市は石神井川周辺を保谷市都市計画緑地1号（1.8ha）に、また東伏見稲荷神社を保谷市都市計画緑地保全地区1号（1.3ha）に指定した。（東京都告示195,196号および保谷市告示8,9号）
- 2001年6月27日、東京都公園審議会が東伏見公園の整備計画を答申した。
- 2001年7月27日、東京都と西東京市により都市計画東伏見公園事業推進連絡会が設置された。
- 2002年1月10日、東伏見公園のうち、調布保谷線（伏見通り）のトンネル上部（1ha）が事業認可された（第1期）。同時に調布保谷線・東伏見工区（第2期）も事業認可されている。
  - 土地収用による立ち退き、退去が本格化する。
- 2004年2月26日、調布保谷線から千駄山広場の間（約1ha）が事業認可された（第2期）。
- 2006年3月、東京都の都市計画公園緑地の整備方針において、千駄山広場から東側の約6.8haが優先整備区域に設定された。
  - 大半の住人が退去した広大な空き地に住居が点在し、治安悪化が問題になる。
- 2006年11月、東伏見橋（調布保谷線と石神井川の交差部）橋梁が着工された。
- 2007年11月28日、調布保谷線の東側（約1.9ha）が事業認可された（第3期）。
- 2008年2月、調布保谷線（伏見通り）東伏見工区の内、西武新宿線交差部分が着工された。
- 2008年12月、調布保谷線（伏見通り）東伏見工区の内、西武新宿線交差部以南が着工された。
- 2013年3月、石神井川周辺（1.6ha）が事業認可された（第4期）。
- 2013年（平成25年）4月21日、調布保谷線（伏見通り）の開通に合わせ、一部（2.7ha）が開園した。[6]
- 2015年6月1日、優先整備区域の一部が開園し、開園面積が3.6haとなった。新規開園園地には全長49mのローラーすべり台やアスレチック遊具が設置されている。

## 交通
- 東伏見駅
- 西武柳沢駅
- 西武バス・千駄山住宅

## 隣接施設など
- 東伏見稲荷神社
- 西東京市立東伏見小学校
- 西東京東伏見トンネル
- 東伏見交差点 （青梅街道交点）
- 早稲田大学東伏見キャンパス
- 武蔵関公園
- 下野谷遺跡公園